# ميخائيل بار
ميخائيل بار هو مهندس وعالم حاسوب ورياضياتي كندي، ولد في 22 يناير 1937 في فيلادلفيا في الولايات المتحدة.